# ستان ريان
ستان ريان (بالإنجليزية: Stan Ryan)‏ هو لاعب كرة قدم أسترالية أسترالي، ولد في 5 ديسمبر 1902، وتوفي في 1 ديسمبر 1983.

## وصلات خارجية
- ستان ريان على موقع AustralianFootball.com (الإنجليزية)
- ستان ريان على موقع AFLtables.com (الإنجليزية)